# Aciotis
Aciotis, biljni rod u porodici melastomovki (Melastomataceae), kojemu pripadca desetak vrsta iz tropskih krajeva Amerike, od Malih Antila i Meksika do Brazila i Bolivije.
To su grmovi, polugrmovi i manja stabla, neke rastu po močvarama. Jedna vrsta je na popisu ugroženih, to je A. rubricaulis (sin. Aciotis asplundii), endemski grm iz Ekvadora
Vrsta A. acuminifolia od 2005 godine počinje se uzgajati i kod akvarista u Sjedinjenim Državama.

## Vrste
1. Aciotis acuminifolia (Mart. ex DC.) Triana
2. Aciotis annua (Mart. ex DC.) Triana
3. Aciotis circaeifolia (Bonpl.) Triana
4. Aciotis cordata J.F.Macbr.
5. Aciotis ferreirana Brade
6. Aciotis indecora Triana
7. Aciotis olivieriana Freire-Fierro
8. Aciotis ornata (Miq.) Gleason
9. Aciotis paludosa (Mart. ex DC.) Triana
10. Aciotis polystachya (Bonpl.) Triana
11. Aciotis purpurascens (Aubl.) Triana
12. Aciotis rubricaulis (Mart. ex DC.) Triana
13. Aciotis viscida (Benth.) Freire-Fierro
14. Aciotis wurdackiana Freire-Fierro